# Trebušica
Trebušica, także Trebuščica – rzeka na terenie Słowenii, jedna z największych dopływów Idrijcy. Rzeka tworzy dolinę Trebuša. Występują na niej liczne wodospady.

## Dorzecze
Dopływy Trebušicy (prawy-lewy):
- Srna grapa (P)
- Gabršček (L)
- Makčeva grapa (P)
- Povnik (L)
- Pršjak (P)
- Grapa v Malnih (L)
- Gačnik (P)
- Kozijska grapa (L)
- Hotenja (P)

## Fauna
W rzece występuje duża populacja pstrąga marmurkowego(Salmo marmoratus). Żyją tam także lipienie pospolite (Thymallus thymallus) oraz sieje pospolite(Coregonus lavaretus).